# Orchestre symphonique métropolitain de Tokyo
L'orchestre symphonique métropolitain de Tokyo (東京都交響楽団, Tōkyo-to Kōkyō Gakudan), aussi connu sous les noms Tokyō (都響) et Tokyo Metropolitan Symphony Orchestra, est un des importants orchestres symphoniques du Japon. L'orchestre est fondé en 1965 par le gouvernement métropolitain de Tokyo pour commémorer la tenue des Jeux olympiques d'été de 1964.

## Historique
L'administration de l'orchestre est basée au Bunka Kaikan de Tokyo, salle de concert appartenant au gouvernement métropolitain de Tokyo. L'orchestre joue régulièrement au Bunka Kaikan ainsi qu'au Suntory Hall. De temps en temps, des concerts sont donnés au Tokyo Metropolitan Art Space, autre salle appartenant à Tokyo.
Traditionnellement, l'orchestre joue les œuvres de Gustav Mahler en tant que partie importante de son répertoire. Hiroshi Wakasugi, Eliahu Inbal et Gary Bertini ont ainsi dirigé toutes les symphonies de Mahler avec l'orchestre. L'orchestre joue principalement de la musique classique mais a également enregistré d'autres musiques symphoniques depuis environ 2000, telles que la bande son de Dragon Quest avec Koichi Sugiyama et les musiques de Nodame Cantabile (anime et TV drama) ainsi que celle du film Les Trois Royaumes. 
En 2013, Kazushi Ōno est nommé directeur musical de l'orchestre à compter de 2015. 

## Liste des chefs d'orchestre
Comme directeurs musicaux et chefs permanents de l'orchestre se sont succédé :
- Heinz Hofmann (en) (1965-1967), directeur musical et chef d'orchestre permanent ;
- Tadashi Mori (1967-1972), directeur musical et chef d'orchestre permanent ;
- Akeo Watanabe (1972-1978), directeur musical et chef d'orchestre permanent ;
- Moshe Atzmon (1978-1983), conseiller musical chef d'orchestre principal ;
- Jean Fournet (1983-1986), chef d'orchestre invité permanent ;
- Hiroshi Wakasugi (1986-1995), directeur musical ;
- Kazuhiro Koizumi (1995-1998), chef d'orchestre principal ;
- Gary Bertini (1998-2004), directeur musical ;
- James DePreist (2005-2008), chef d'orchestre permanent ;
- Eliahu Inbal (2008-2015), chef d'orchestre principal ;
- Kazushi Ōno (depuis 2015), directeur musical.

## Créations
L'Orchestre symphonique métropolitain de Tokyo est le créateur de plusieurs œuvres, de Unsuk Chin (Santika Ekatala, 1993), Stefano Gervasoni, Toshio Hosokawa (Concerto pour violoncelle in memoriam Toru Takemitsu, 1997), Shin-Ichiro Ikebe (Symphonie no 5 « Simplex », 1990), Oliver Knussen (Concerto pour cor, 1994), Misato Mochizuki (Insula oya, 2007), Tokuhide Niimi (Anima Sonito, pour soprano et orchestre, 2002), Arne Nordheim (Monolith, 1991), Toru Takemitsu (Far Calls, Coming, far!, 1980 ; Spirit Garden, 1994), et Isang Yun (Symphonie no 4, 1986), notamment. 

## Sources
- (en) Cet article est partiellement ou en totalité issu de l’article de Wikipédia en anglais intitulé « Tokyo Metropolitan Symphony Orchestra » (voir la liste des auteurs).